# Myu (SNS)
Myu（ミュウ）は、株式会社ファランクスが運営するブログとSNSのサービスである。2011年現在、サービスは提供していない。

## 概要
ユーザーはAdobe Flashなどで作成されたSWFファイルを容易に使用できる。
ブログのデザイン面は非常に自由度が高い。多くのブログサービスに見られるスタイルシートの編集は存在せず、マウスのドラッグ＆ドロップ操作で感覚的にデザインができる。その反面、慣れないうちは取っ付きにくさを感じたり、PCの処理能力の高さもある程度求められる。